# Vianges
Vianges est une commune française située dans le canton d'Arnay-le-Duc du département de la Côte-d'Or, en région Bourgogne-Franche-Comté.

## Géographie
Vianges se situe dans le Morvan.

### Climat
Pour des articles plus généraux, voir Climat de la Bourgogne-Franche-Comté et Climat de la Côte-d'Or.
En 2010, le climat de la commune est de type climat des marges montargnardes, selon une étude du Centre national de la recherche scientifique s'appuyant sur une série de données couvrant la période 1971-2000. En 2020, Météo-France publie une typologie des climats de la France métropolitaine dans laquelle la commune est exposée à un climat océanique altéré et est dans la région climatique  Lorraine, plateau de Langres, Morvan, caractérisée par un hiver rude (1,5 °C), des vents modérés et des brouillards fréquents en automne et hiver. 
Pour la période 1971-2000, la température annuelle moyenne est de 10,1 °C, avec une amplitude thermique annuelle de 16,7 °C. Le cumul annuel moyen de précipitations est de 953 mm, avec 12,7 jours de précipitations en janvier et 8,3 jours en juillet. Pour la période 1991-2020, la température moyenne annuelle observée sur la station météorologique de Météo-France la plus proche, « Arnay_sapc », sur la commune de Saint-Prix-lès-Arnay à 14 km à vol d'oiseau, est de 10,5 °C et le cumul annuel moyen de précipitations est de 799,9 mm,. Pour l'avenir, les paramètres climatiques de la commune estimés pour 2050 selon différents scénarios d'émission de gaz à effet de serre sont consultables sur un site dédié publié par Météo-France en novembre 2022.

## Urbanisme

### Typologie
Au 1er janvier 2024, Vianges est catégorisée commune rurale à habitat très dispersé, selon la nouvelle grille communale de densité à 7 niveaux définie par l'Insee en 2022.
Elle est située hors unité urbaine. Par ailleurs la commune fait partie de l'aire d'attraction d'Autun, dont elle est une commune de la couronne,. Cette aire, qui regroupe 42 communes, est catégorisée dans les aires de moins de 50 000 habitants,.

### Occupation des sols
L'occupation des sols de la commune, telle qu'elle ressort de la base de données européenne d’occupation biophysique des sols Corine Land Cover (CLC), est marquée par l'importance des territoires agricoles (60,3 % en 2018), en diminution par rapport à 1990 (61,2 %). La répartition détaillée en 2018 est la suivante : prairies (41,8 %), forêts (36,8 %), terres arables (12,6 %), zones agricoles hétérogènes (5,8 %), zones urbanisées (2,9 %). L'évolution de l’occupation des sols de la commune et de ses infrastructures peut être observée sur les différentes représentations cartographiques du territoire : la carte de Cassini (XVIIIe siècle), la carte d'état-major (1820-1866) et les cartes ou photos aériennes de l'IGN pour la période actuelle (1950 à aujourd'hui).

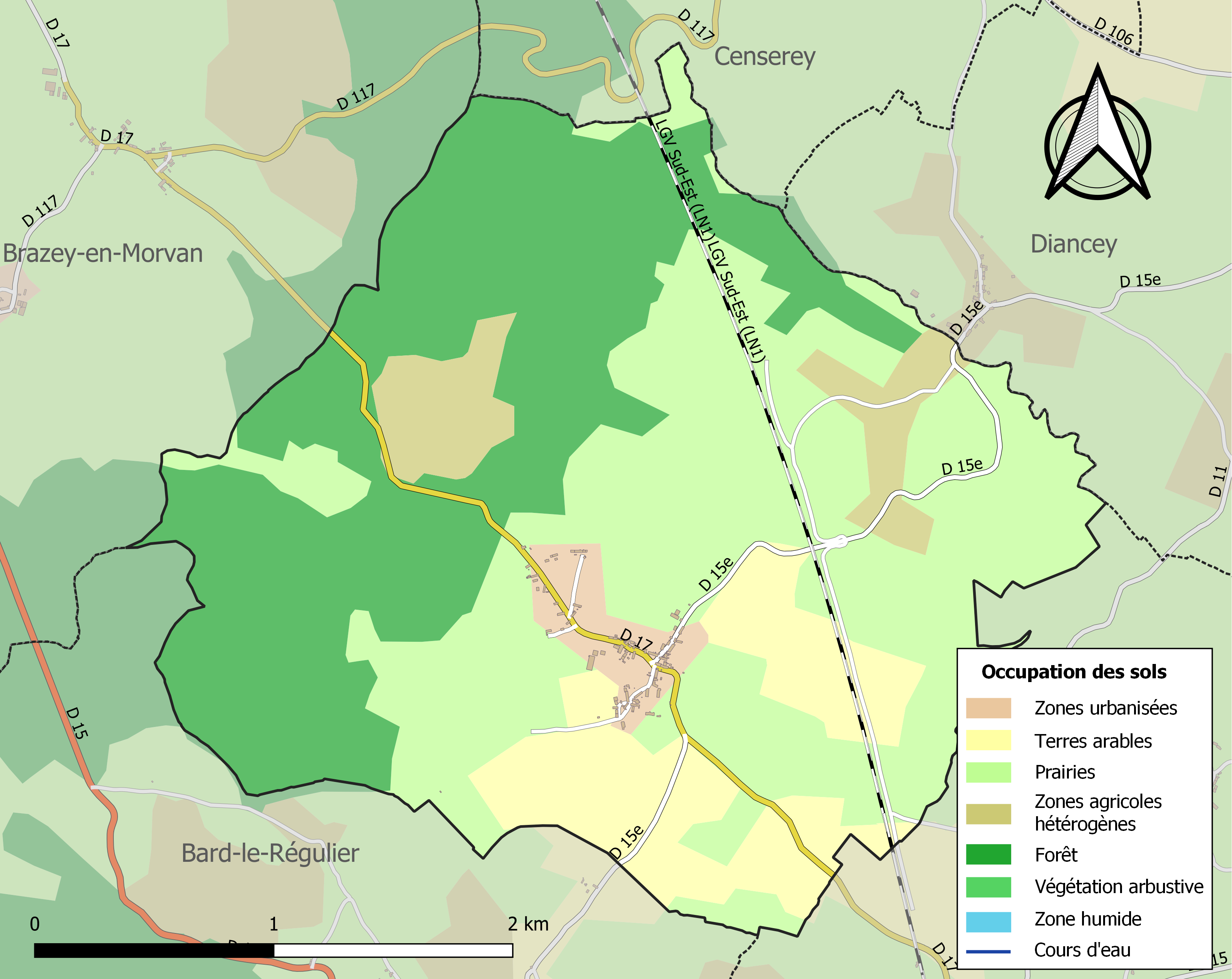
Carte des infrastructures et de l'occupation des sols de la commune en 2018 (CLC).

## Toponymie
- On peut songer au primitif Widingas ou Widingos[12]. D'un nom de personne germanique Wido suivi du suffixe -ing francisé en -anges.
- Vianges (1211), Vioinges, (1372), Vienges, (1470), Viange (1801).

## Politique et administration
| Période                                  | Période  | Identité          | Étiquette | Qualité |
| ---------------------------------------- | -------- | ----------------- | --------- | --- |
| avant 1981                               | ?        | Pierre Commegrain |           | |
| 1989                                     | en cours | Pierre Poillot    | PS        | Ingénieur agricole - Conseiller départemental - Président de la Communauté de communes du Pays d'Arnay Liernais |
| Les données manquantes sont à compléter. |          |                   |           | |

## Démographie
L'évolution du nombre d'habitants est connue à travers les recensements de la population effectués dans la commune depuis 1793. Pour les communes de moins de 10 000 habitants, une enquête de recensement portant sur toute la population est réalisée tous les cinq ans, les populations de référence des années intermédiaires étant quant à elles estimées par interpolation ou extrapolation. Pour la commune, le premier recensement exhaustif entrant dans le cadre du nouveau dispositif a été réalisé en 2005.

En 2022, la commune comptait 36 habitants, en évolution de −14,29 % par rapport à 2016 (Côte-d'Or : +0,82 %, France hors Mayotte : +2,11 %).
| 1793 | 1800 | 1806 | 1821 | 1836 | 1841 | 1846 | 1851 | 1856 |
| ---- | ---- | ---- | ---- | ---- | ---- | ---- | ---- | ---- |
| 229  | 259  | 274  | 246  | 239  | 268  | 241  | 294  | 264  |

| 1861 | 1866 | 1872 | 1876 | 1881 | 1886 | 1891 | 1896 | 1901 |
| ---- | ---- | ---- | ---- | ---- | ---- | ---- | ---- | ---- |
| 245  | 252  | 245  | 234  | 262  | 247  | 232  | 213  | 201  |

| 1906 | 1911 | 1921 | 1926 | 1931 | 1936 | 1946 | 1954 | 1962 |
| ---- | ---- | ---- | ---- | ---- | ---- | ---- | ---- | ---- |
| 175  | 177  | 135  | 130  | 122  | 117  | 138  | 118  | 101  |

| 1968 | 1975 | 1982 | 1990 | 1999 | 2005 | 2006 | 2010 | 2015 |
| ---- | ---- | ---- | ---- | ---- | ---- | ---- | ---- | ---- |
| 105  | 81   | 65   | 50   | 61   | 74   | 75   | 61   | 47   |

| 2020 | 2022 | - | - | - | - | - | - | - |
| ---- | ---- | - | - | - | - | - | - | - |
| 38   | 36   | - | - | - | - | - | - | - |

## Culture locale et patrimoine

### Lieux et monuments

#### Château
Derrière l'église, sur l'emplacement d'une maison-forte avec fossés se situe le château de Vianges d'origine du XIVe siècle et remanié ultérieurement. Le CECAB le mentionne comme maison à plate-forme de 1327 à 1589 puis comme château et maison-forte. La base Mérimée mentionne des remaniements aux XVIIe et XVIIIe siècles. Ce château est indiqué sur la carte Cassini (v. 1750) sous le symbole paroisse avec château. C'est une lourde bâtisse rectangulaire à deux niveaux et combles, flanquée de deux pavillons et d'une tourelle d'escalier hors œuvre à quatre pans. La vaste propriété comporte un pigeonnier, un mur d'enceinte avec deux portes charretières dont une flanquée de deux tours rondes sans étage munies de canonnières. L'ensemble est couvert en tuiles de Bourgogne. En 1999, les doubles fossés de la maison forte (très visibles sur le cadastre de 1847) ont été remblayés.

#### Église
Au XVIIe, Vianges fut dotée d'une nouvelle église dédiée à saint Georges. Un clocher aux fenêtres géminées domine un joli portail néo-roman. Sobre, l'intérieur profite de la lumière tamisée par de beaux vitraux. L'un d'eux représente saint Georges terrassant le dragon et côtoie une statue du saint.

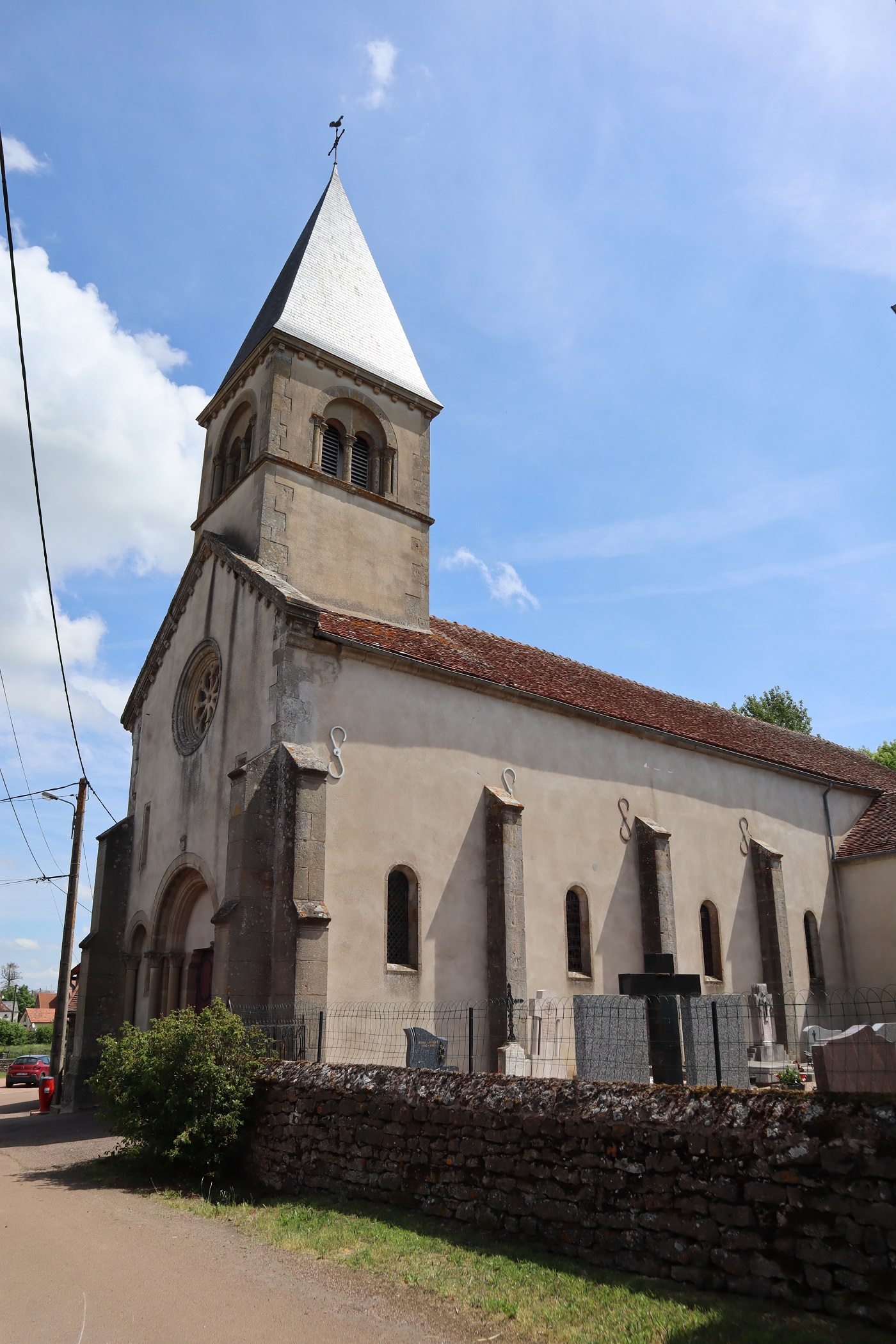
Église paroissiale Saint-Georges.
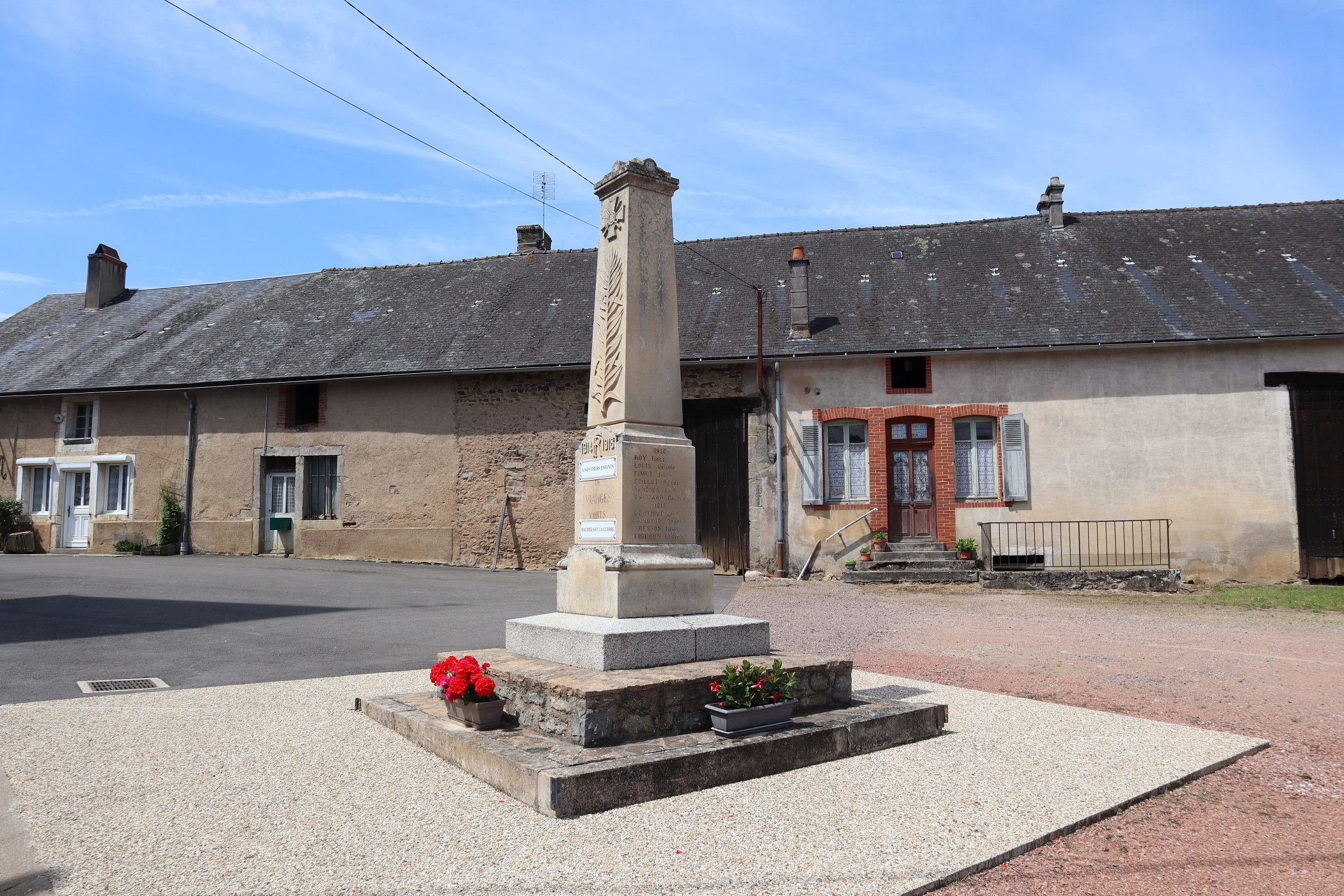
Monument aux morts.

### Personnalités liées à la commune
- Charles Laure de Mac-Mahon, 2e marquis d'Éguilly (1775), marquis de Vianges, (8 mai 1752 - Autun † 18 octobre 1830[17] - Saint-Max, Meurthe-et-Moselle) était un général puis homme politique français des XVIIIe et XIXe siècles.